# Strage di via Ventotene
La strage di via Ventotene è stata causata da un'esplosione dovuta a fuga di gas accaduta ad una palazzina in via Ventotene n. 32 a Roma, il 27 novembre 2001 alle ore 09:27 del mattino, che ha causato la morte di otto persone e il ferimento di molte altre.
Secondo alcune testimonianze, da alcuni giorni prima il giorno della strage si sentiva un forte odore di gas localizzato proprio nei pressi della palazzina sita in via Ventotene n. 32. Alcuni cittadini avevano già chiamato la società Italgas per segnalare la perdita e richiedere un intervento. Proprio quella mattina, personale della società si era recato in zona a verificare la segnalazione.
La mattina del 27 novembre 2001 fu allertata la sala operativa dei vigili del fuoco, che dispose l'intervento di una squadra del distaccamento 6/A Nomentano. La squadra era composta dal Caposquadra Danilo Di Veglia e dai vigili del fuoco Sirio Corona, Fabio Di Lorenzo, Alessandro Manuelli. Appena arrivati, i vigili del fuoco si attivarono immediatamente. Tra il personale dell'Italgas vi erano due orientamenti: da una parte il gas fuoriuscito da un'autovettura alimentata a GPL, dall'altra una fuga di gas da una condotta sulla strada. Così, il caposquadra Danilo Di Veglia comunicò alla sala operativa che intendeva comunque fare una verifica dell'esatta natura della fuga del gas. 
Dopo pochissimi minuti, alle ore 09:27, una fortissima esplosione investì il locale inferiore, dove si erano diretti alcuni uomini della squadra.

## Vittime
Con l'esplosione del gas, che aveva saturato l'area sottostante la palazzina, morirono sul colpo tre vigili del fuoco: il caposquadra Danilo Di Veglia e i vigili del fuoco Sirio Corona e Fabio Di Lorenzo. Alessandro Manuelli fu trasportato con urgenza all'Ospedale Sandro Pertini di Roma dove morì il 2 dicembre successivo.
Oltre ai quattro vigili del fuoco, nell'esplosione perirono quattro donne: Maria Grosso di 45 anni, parrucchiera che esercitava al pianterreno dello stabile, la figlia ventiduenne Fabiana Perrone, studentessa, Elena Proietti di 81 anni che si trovava nel negozio al momento dell'esplosione, nonché Michela Camillo, venticinquenne studentessa italo-scozzese giunta in Italia da poco per motivi di studio.
Vi furono poi altri quattro feriti gravi, 15 leggeri e 25 persone medicate sul posto.

## Danni
I palazzi di via Ventotene compresi dal civico n. 20 al civico n. 36 furono colpiti dalla violenta esplosione di gas metano, che aveva provocato lo svuotamento di tre solai, la proiezione di masse di tubi che avevano danneggiato le facciate dei palazzi prospicienti, la proiezione, a diversi metri di distanza, di tutte le autovetture parcheggiate, compreso il mezzo dei vigili del fuoco, l'espulsione del marciapiede e di parte della sede stradale con l'incendio del gas metano residuo, la rottura della condotta idrica.
Dei sei palazzi coinvolti dall'esplosione, tre furono dichiarati inagibili, mentre gli altri furono sgomberati a titolo precauzionale, poiché gli stessi avevano subito solo lievi danni. 
Tutti i mezzi presenti in zona, compreso quello dei vigili del fuoco, andarono distrutti o severamente danneggiati.
Complessivamente, furono interessati dall'evento 400 nuclei familiari, per un totale di circa 750 persone, di cui almeno 230 usufruirono della prima assistenza organizzata presso la parrocchia del Cristo Redentore. Inoltre, 120 persone di 40 nuclei familiari furono alloggiati presso gli alberghi della zona nella notte tra il 27 e il 28, in attesa di rientrare quanto prima nelle rispettive abitazioni.

## Riconoscimenti
Una prima descrizione dell'evento e un riconoscimento del lavoro svolto dai vigili del fuoco avvenne nel corso dell'assemblea tenutasi presso la Camera dei Deputati il 28 novembre 2001.
La partecipazione alle esequie delle vittime fu molto sentita, sia dalle istituzioni, sia dai cittadini che affollarono le chiese durante la celebrazione dei funerali dei tre vigili deceduti sul colpo e poi del quarto e delle quattro cittadine decedute nell'evento.
Ai quattro vigili del fuoco (caposquadra Danilo Di Veglia, vigili del fuoco Sirio Corona, Fabio Di Lorenzo e Alessandro Manuelli) è stata concessa la medaglia d'oro al valor civile alla memoria per il sacrificio offerto nell'occasione.

## Memoria
Tutte le vittime sono ricordate con un monumento realizzato a pochi metri dall'ingresso della stazione della metropolitana B1 Jonio. La piccola statua raffigura un pompiere intento a trarre in salvo un bambino.
Il fenomeno è stato anche studiato da un punto di vista psicologico, dando luogo alla pubblicazione di contributi scientifici  Benedetto Farina, Piero Venturi, Antonio Onofri, Michele Raja, Paolo Pasquini, Massimo Di Giannantonio, Screening del disturbo post-traumatico da stress nelle popolazioni a rischio: il caso del disastro civile di via Ventotene a Roma del 27 novembre del 2001  (PDF) (abstract), in Rivista di Psichiatria, vol. 39, luglio-agosto (n.4) 2004,  pp. 265-269. URL consultato il 20 marzo 2020 (archiviato dall'url originale il 19 agosto 2019).
Nel corso degli anni sono apparse anche alcune testimonianze di quell'evento.